# Тарас Бенюк
Тарас Бенюк — український кінорежисер, актор, сценарист, співзасновник кінокомпанії Ukrainian West Film, засновник іванофранківського «Нового театру».

## Життєпис
Народився 1 серпня 1983 року в смт. Битків (Івано-Франківська область).

## Фільмографія
| Рік  | Оригінальна назва | Діяльність                                     | Роль    | Примітка         |
| ---- | ----------------- | ---------------------------------------------- | ------- | ---------------- |
| 2015 | Незламна          | актор                                          | солдат  |                  |
| 2017 | 70-ті             | режисер, актор                                 | слідчий | короткометражний |
| 2021 | Все буде ОК!      | режисер                                        |         |                  |
| 2022 | Патерн            | режисер, актор, виконавчий продюсер, сценарист | Антон   |                  |